# Philip Swenk Markley
Philip Swenk Markley (* 2. Juli 1789 bei Norristown, Pennsylvania; † 12. September 1834 ebenda) war ein US-amerikanischer Politiker. Zwischen 1823 und 1827 vertrat er den Bundesstaat Pennsylvania im US-Repräsentantenhaus.

## Werdegang
Philip Markley erhielt eine akademische Ausbildung. Nach einem anschließenden Jurastudium und seiner 1810 erfolgten Zulassung als Rechtsanwalt begann er in Norristown in diesem Beruf zu arbeiten. In den Jahren 1819 und 1820 war er stellvertretender Staatsanwalt. Politisch schloss er sich der Demokratisch-Republikanischen Partei an. Zwischen 1820 und 1823 saß er im Senat von Pennsylvania. Anfang der 1820er Jahre schloss er sich der Bewegung um den späteren Präsidenten Andrew Jackson an.
Bei den Kongresswahlen des Jahres 1822 wurde Markley im fünften Wahlbezirk von Pennsylvania in das US-Repräsentantenhaus in Washington, D.C. gewählt, wo er am 4. März 1823 die Nachfolge von James McSherry antrat. Nach einer Wiederwahl konnte er bis zum 3. März 1827 zwei Legislaturperioden im Kongress absolvieren. Zum Zeitpunkt seiner Wiederwahl hatte er sich von Jackson losgesagt und sich Präsident John Quincy Adams angeschlossen. Seit 1825 war die Arbeit des Kongresses zunehmend von den Spannungen zwischen der Jackson-Fraktion und den Adams-Anhängern belastet. Im Jahr 1826 wurde Markley nicht wiedergewählt.
Nach dem Ende seiner Zeit im US-Repräsentantenhaus praktizierte er wieder als Anwalt. Später war er bei der Hafenverwaltung von Philadelphia als Naval Officer tätig. Im Jahr 1829 bekleidete er das Amt des Attorney General von Pennsylvania. Philip Markley starb am 12. September 1834 in Norristown, wo er auch beigesetzt wurde.